# Herzwerk
Herzwerk è il primo album in studio del gruppo musicale industrial metal tedesco Megaherz, pubblicato nel 1995.

## Tracce
1. Die Krone der Schöpfung – An ein Kind – 4:34
2. Zeit – 4:08
3. Negativ – 3:38
4. Teufel im Leib' – 4:20
5. Komm' her – 3:53
6. Hänschenklein 1995 – 4:05
7. Wir sterben jung – 5:14
8. Sexodus (Bonus track) – 4:46
9. Spring' in die Schlucht (Bonus track) – 4:37
10. Die Krone der Schöpfung – Das Ende – 2:21